# Stegocephalopsis ampulla
Stegocephalopsis ampulla är en kräftdjursart som beskrevs av Phipps 1774. Stegocephalopsis ampulla ingår i släktet Stegocephalopsis och familjen Stegocephalidae. Inga underarter finns listade i Catalogue of Life.